# Lucinda Whitty
Lucinda Whitty (ur. 9 listopada 1989 w Darlinghurst) – australijska żeglarka sportowa, srebrna medalistka olimpijska z Londynu.
Zawody w 2012 były jej pierwszymi igrzyskami olimpijskimi. Po medal sięgnęła w rywalizacji w klasie Elliott 6m. Jej partnerkami były Olivia Price i Nina Curtis.